# Корбињи
Корбињи (фр. Corbigny) насеље је и општина у источном делу централне Француске у региону Бургоња, у департману Нијевр која припада префектури Кламси.
По подацима из 2011. године у општини је живело 1576 становника, а густина насељености је износила 78,56 становника/km². Општина се простире на површини од 20,06 km². Налази се на средњој надморској висини од 183 метара (максималној 275 m, а минималној 182 m).

## Демографија
| 1962. | 1968. | 1975. | 1982. | 1990. | 1999. | 2011. |
| ----- | ----- | ----- | ----- | ----- | ----- | ----- |
| 1.985 | 2.005 | 2.253 | 1.997 | 1.802 | 1.709 | 1.576 |

График промене броја становника у току последњих година